# Resolució 1137 del Consell de Seguretat de les Nacions Unides
La Resolució 1137 del Consell de Seguretat de les Nacions Unides fou adoptada per unanimitat el 12 de novembre de 1997. Després de reafirmar les resolucions 687 (1991), 707 (1991), 715 (1991), 1060 (1996), 1115 (1997) i 1134 (1997) sobre el control del programa d'armes iraquià, el Consell va imposar restriccions de viatjar als funcionaris iraquians i membres de les forces armades després de l'incompliment amb la Comissió Especial de les Nacions Unides (UNSCOM).
El Consell de Seguretat era preocupat per les cartes que va rebre de les autoritats iraquians imposant condicions a la seva cooperació amb UNSCOM i amenaçant implícitament la seguretat de les aeronaus de reconeixement, exigint que es retiressin de l'espai aeri iraquià. Iraq també havia desplaçat l'equip de doble ús que la Comissió seguia i que el Consell considerava inacceptable. La mateixa UNSCOM va informar que a dos dels seus oficials se'ls va denegar l'accés a l'Iraq en funció de la seva ciutadania, als inspectors d'armes se'ls denegar l'accés a determinats llocs i les càmeres d'observació havien estat manipulades o cobertes. S'han realitzat consultes diplomàtiques i s'havia advertit a l'Iraq de noves mesures si no ho complia.
La resolució, en virtut del Capítol VII de la Carta de les Nacions Unides, va condemnar les violacions contínues per l'Iraq de les seves obligacions en virtut de les resolucions i va exigir que el país cooperés plenament i incondicionalment amb la Comissió Especial. D'acord amb la Resolució 1134, tots els països estaven obligats ara a imposar una prohibició de viatjar als funcionaris iraquians i als membres de les forces armades iraquianes responsables de les instàncies d'incompliment. També es va crear una llista de persones a les quals s'aplicaria la prohibició. Les restriccions només acabarien l'endemà que la Comissió Especial informés que l'Iraq va permetre als equips d'inspecció un accés immediat, incondicional i sense restriccions a qualsevol lloc, equipament, informació, transport o persones determinades.